# Lauer

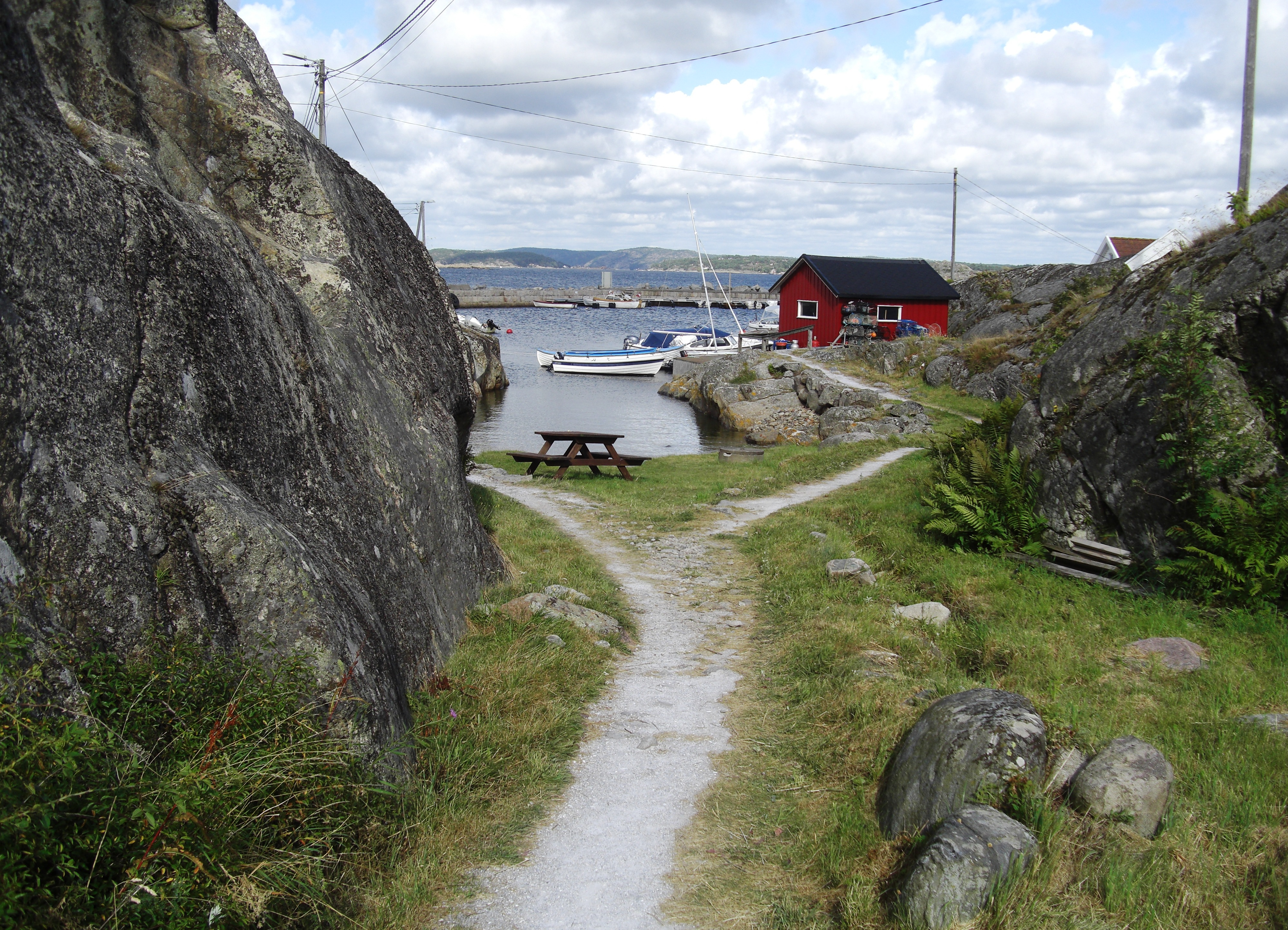
Hamnen vid Nordre Lauer

Lauer är en grupp små trädlösa öar i Hvalers kommun i södra Norge, Östfold fylke, inte långt från svenska gränsen. Bebyggelsen är koncentrerad till Nordre Lauer.
Namnet "Lauer" kommer från gammelnorskans "Laufeyar", den lövbeklädda ön. Namnet knyter an till den fornnordiska mytologins Laufey som var mor till Loke.
Ön bosattes under 1600-talet och hade åretruntboende fram till 1980-talet. Idag finns det cirka trettio sommarstugor på ön.
Det finns en färjeförbindelse med Skjærhalden på kommunens huvudö Kirkeøy.